# Lagerstein
Lagerstein est un groupe de pirate et folk metal australien, originaire de Brisbane. Formé en 2010, le groupe compte trois albums studio, Drink 'Til We Die (2012), All for Rum and Rum for All (2016) ainsi que 25/7 (2019).

## Biographie

### Formation et débuts (2010–2014)
Lagerstein est formé en 2010. Le groupe sort alors son premier album, Drink 'Til We Die, le 19 août 2012. Ils partent par la suite en tournée européenne en mars 2013 avec Alestorm et Ex Deo pour promouvoir leur album. En 2013, à la suite du départ du chanteur Ultralord, le groupe annonce le 14 octobre, sur sa page Facebook, la venue de deux nouveaux membres dans le groupe : Captain Gregaaarrr (alias Greg Pieris) pour le chant, et Jacob The Fiercest Pirate in all the Caribbean (alias Daniel Tannett) pour les claviers.
Le 7 juillet 2014, sur leur page Facebook, en annonçant leur participation au Piratefest, festival de pirate metal, le groupe annonce également qu'ils rentrent en studio en septembre de la même année pour enregistrer leur deuxième album. Lors du Piratefest, le 19 octobre 2014 à Glasgow, un extrait intitulé The Land of Bundy est joué pour la première fois.

### All for Rum and Rum for All(2015-2018)
Le 1er janvier 2015, ils annoncent que leur prochain album s'intitulera All for Rum and Rum for All. Le 8 juin, le groupe annonce la fin de l'enregistrement de leur album. Le 9 novembre, sur leur page Facebook, le groupe dévoile la pochette de l'album, ainsi que sa date de sortie : celui-ci sort le 2 février 2016. En juin 2015, le groupe annonce de nouveau sa venue au Piratefest entre le 20 et le 29 novembre 2015.
Après la publication de l'album, le groupe démarre le Drink the Rum Tour 2016 le 11 juin 2016 à Bundaberg et réalise notamment des performances à Canberra, Sydney ou bien Brisbane, leur ville d'origine et dernière étape de leur tournée. Le 29 août, alors qu'il est pleine tournée, le groupe annonce sur leur page Facebook le départ de son bassiste The Immobilizer. Celui-ci se fait remplacer temporairement par Alexis Nisiriou, du groupe Chronolyth, et Alexis Willis, de Valhalore. Le groupe repart en tournée le 16 septembre avec notamment une première date à Batemans Bay. Le 23 septembre, Lagerstein fait une prestation lors du Oktoberfest à Munich. Le 30 novembre 2016, le groupe annonce la venue de leur nouveau bassiste Poon Goat, devenant alors membre permanent.  
Le 6 février 2017, le batteur Oldmate Dazzle quitte le groupe pour des raisons personnelles. Le 27 mars, le groupe remporte le prix de la meilleure chanson metal pour "Drink the Rum" lors des Queensland Music Awards 2017. 
Le 13 septembre 2018, le groupe sort en single une reprise de la chanson Party All The Time d'Eddie Murphy. 

### 25/7(depuis 2019)
Le 19 mars 2019, les nouveaux membres, Lucky the Great, bassiste et Rusty Timbers (alias Geoff Irish, connu pour avoir joué avec Caligula's Horse), batteur, sont intégrés au line-up. C'est le 28 mai 2019 que le groupe annonce la sortie de son troisième album, "25/7", pour le 23 août 2019, sous le label Kegstand Records. Ce dernier a été enregistré au studio Fredman en Suède. Ils annoncent alors avoir créé ce label spécialement pour pouvoir diffuser leurs albums directement à leurs fans.  

## Membres

### Membres actuels
- The Majestic Beast (Nathan Riedel) - guitare (depuis 2010)
- Neil Rummy Rackers (Ryan Riedel) - guitare (depuis 2010)
- Mother Junkst (Joel Orford) - claviers, violon (depuis 2010)
- Captain Gregaaarrr (Greg Pieris) - chant (depuis 2013)
- Jacob The Fiercest Pirate in All the Caribbean (Daniel Tannett) - claviers (depuis 2013)
- Lucky The Great (Alex Luhrs) - basse (depuis 2019)
- Rusty Timbers (Geoff Irish) - batterie (depuis 2019)

### Anciens membres
- The Ax Man (Timothy Edwards) - batterie (2010-2011)
- Definition of a Viking (Chris) - chant (2010-2011)
- Ultralord (Dale J. Williams) - chant (2011-2013)
- The Immobilizer (Luke Philp) - basse (2010-2016)
- Oldmate Dazzle (Darren Riedel) - batterie  (2011-2017)